# National Inventory of Architectural Heritage

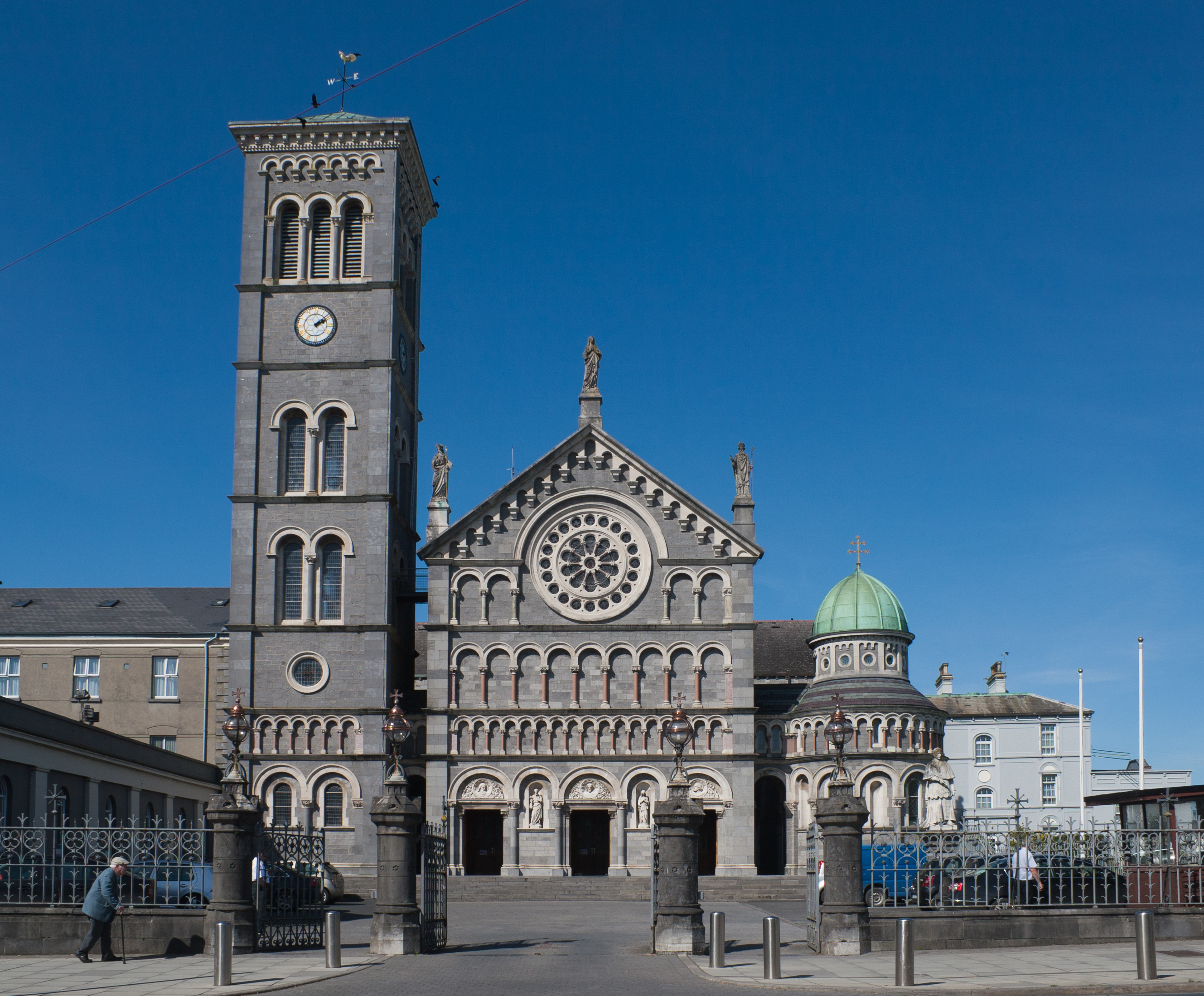
Mariä-Himmelfahrt-Kathedrale von Thurles, erfasst unter der Nummer 22312054 im NIAH-Datensatz mit nationaler Bedeutung

Das National Inventory of Architectural Heritage (NIAH, irisch Fardal Náisiúnta na hOidhreachta Ailtireachta) ist eine zentrale Datenbank mit über 48.000 Einträgen für Baudenkmäler Irlands ab dem Jahr 1700 in Ergänzung zu dem Archaeological Survey of Ireland, das Bau- und Bodendenkmäler aus der Zeit vor 1700 umfasst. Nordirland ist nicht eingeschlossen.

## Organisation
Der NIAH-Datenbestand wird durch die Sektion National Built Heritage Service (NBHS) verwaltet, die dem Ministerium für Wohnungswesen, Kommunalverwaltung und Kulturerbe der irischen Regierung untersteht.
Der Aufbau des NIAH begann 1990, um die Verpflichtungen zu erfüllen, die sich aus dem von Irland unterzeichneten und später ratifizierten Übereinkommen zum Schutz des architektonischen Erbes ergeben. Zunächst wurden Einträge für das NIAH noch ohne gesetzliche Grundlage gesammelt, um einen ersten Überblick der schutzwürdigen Baudenkmäler zu erhalten. Dies änderte sich 1999 mit dem Architectural Heritage (National Inventory) and Historic Monuments (Miscellaneous Provisions) Act, der u. a. den Mitarbeitern der NBHS Zutrittsrechte zu den gelisteten Baudenkmälern gibt und den Kommunen die Zuständigkeit für den Erhalt der Baudenkmäler zuweist. Der im Jahr 2000 folgende Planning and Development Act delegiert an die Kommunen die Aufgabe, einen Record of Protected Structures (RPS) zu führen, die den Denkmalschutz sicherstellt. Es bleibt aber die Aufgabe des NBHS, die Baudenkmäler zu identifizieren, zu dokumentieren und in ihrer Bedeutung zu bewerten.

## Vorgehensweise
Die Inspektion der Baudenkmäler vor Ort begann 1991 und legte den Schwerpunkt zunächst auf Städte. Außerhalb der Städte war Clare war der erste County, der eine Inspektion durchführte.
Einträge werden mit einer Bewertung versehen, die den Objekten eine internationale, nationale, regionale oder lokale Bedeutung zuordnet. Zu den wenigen Objekten internationaler Bedeutung gehören beispielsweise Kylemore Abbey oder die National Botanic Gardens. Die erfassten Objekte stehen unter Denkmalschutz, sobald sie auf der kommunalen Ebene in die gesetzlich vorgeschriebenen RPS-Listen übernommen werden. Hierbei werden alle Objekte aus dem NIAH-Datenbestand mit mindestens regionaler Bedeutung berücksichtigt. Dieser Prozess wurde 2001 eröffnet, als die damalige Ministerin Síle de Valera die ersten Resultate der Inspektionen nutzte, um die Aufnahme von 2.155 Baudenkmälern in die RPS-Listen durch die jeweils zuständigen Kommunen zu empfehlen. Nach den ersten Erfahrungen wurde klar, dass eine vollständige landesweite Erfassung aller Baudenkmäler mit der damaligen Arbeitsweise mehr als ein Jahrhundert benötigen würde. Deswegen wurde beschlossen, sich zunächst nur auf die Baudenkmäler zu konzentrieren, die mindestens von regionaler Bedeutung sind.
Die Daten mitsamt den Beschreibungen wurden auf CD-ROMs und online veröffentlicht. Der gesamte Datenbestand wurde unter der Lizenz Creative Commons Namensnennung 4.0 freigegeben. Dies schließt aber nicht die Materialien Dritter ein wie insbesondere die Karten des Ordnance Survey Ireland. Zusätzlich wurde eine Buchreihe veröffentlicht, wobei jeder Band die bedeutendsten Bauwerke aus einer Region präsentiert. Ein Teil davon steht auch online zur Verfügung.
Hinzu kam noch ein NIAH-Projekt, das historische Gärten und Landschaftsparks umfasst. Die Erfassung begann mit einem Vergleich der Karten des Ordnance Survey aus dem 19. Jahrhundert mit Luftaufnahmen, die dann zu Inspektionen vor Ort führten. 2009 erhielt NIAH eine Auszeichnung der Europa Nostra für dieses Projekt.